# Garrigatitan meridionalis
Garrigatitan meridionalis ("garriga titán del sur") es la única especie conocida del género extinto Garrigatitan de dinosaurio saurópodo titanosauriano, que vivió a finales del período Cretácico, hace aproximadamente entre 74 a 70 millones de años, durante el Campaniano, en lo que hoy es Europa. Fue descubierto en la formación Grès à Reptiles del sur de Francia y nombrado por Díaz et al., 2020. La longitud de un individuo subadulto está estimada entre 4 y 6 metros, mientras que la de un adulto sería de 12 a 16 metros.
En 2009 y 2012, las excavaciones fueron llevadas a cabo en Velaux-La Bastide Neuve por la asociación Palaios y la Universidad de Poitiers. Durante las excavaciones, el holotipo de Garrigatitan fue descubierto y también estaba presente el otro saurópodo Atsinganosaurus velauciensis.
En 2020, la especie de tipo Garrigatitan meridionalis fue nombrado y descrito por Verónica Díez Díaz, Géraldine Garcia, Xabier Pereda Suberbiola, Benjamin Jentgen-Ceschino, Koen Stein, Pascal Godefroit y Xavier Valentin. El holotipo, MMS / VBN.09.17, un sacro que pertenece a un individuo inmaduro, fue encontrado en una capa de arenisca del Begudian, el segundo nivel de la segunda serie, que data del Campaniano superior.
Adicionalmente, un gran número de otros fósiles ha sido asignados a la especie, estos son, MMS/VBN.02.99, una vértebra cervical, MMS/VBN.09.A.016 y MMS/VBN.09.47, dos húmeros, MMS/VBN.12B.12a, un ilión izquierdo y MMS/VBN.12B.12b, un isquión derecho. Además, los fósiles se asignaron con reserva. Los especímenes MMS/VBN.12B.011, una espina neuronal, MMS/VBN.12.82, un húmero derecho, MMS.VBN.09.A.017, la parte de la pierna derecha y MMS/VBN.00.13, un fémur izquierdo. Estos especímenes asignados provienen del tercer nivel de la segunda serie. Los fósiles fueron encontrados en una lente con una área de 375 metros cuadrados y un grosor de 1,2 metros. No estuvieron asociados y presumiblemente representan individuos diferentes y todos forman parte de la colección del Moulin Seigneurial de Velaux.
El nombre del género es una combinación del occitano garriga, "matorral seco", refiriéndose a un tipo de vegetación mediterránea caracterizada por sequía-arbustos resistentes y del griego "titán", un miembro de una familia mitológica de gigantes. El epíteto de especie meridonalis significa "del sur" en latín.